# Entomologie

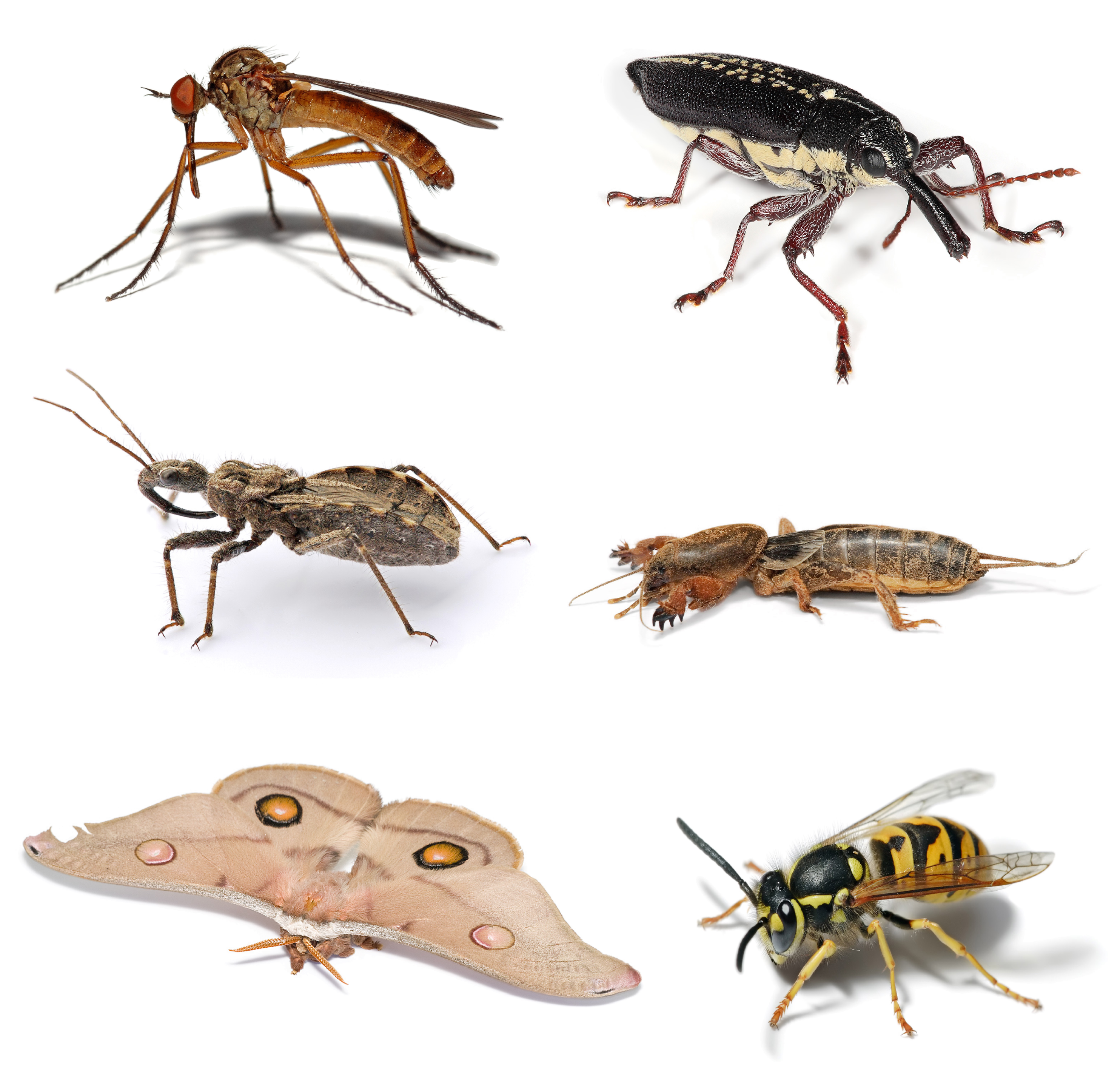
Insecte

Entomologia este o ramură a zoologiei care se ocupă cu studiul insectelor. Ca etimologie, „entomologia” provine din cuvintele grecești entomos = segmentat, întretăiat și logos = știință. Deci este știința care se ocupă cu studiul animalelor cu corpul segmentat, adică al insectelor. Un biolog/zoolog specializat în entomologie se numește entomolog.

## Obiectul de studiu
Entomologia se ocupă cu studierea:
- Anatomia insectelor;
- Morfologia insectelor;
- Fiziologia insectelor;
- Importanța ecologică a insectelor;
- Metode generale de combatere a dăunătorilor: 
  - metode preventive: 
    - Carantina fitosanitară - prin carantină fitosanitară se înțelege măsura ce trebuie să se aplice pentru a se evita pătrunderea dăunătorului în țară
      - carantină internă - efectuată de Inspectoratul județean de carantină
      - carantină externă - efectuată tot de inspectori la punctul de vamă

    - metode agrotehnice - rol foarte important în prevenirea atacului dăunătorilor: 
      - alegerea terenului
      - asolamentul
      - lucrările de îngrijire a terenului
      - folosirea echilibrată a îngrășâmintelor chimice și a amendamentelor
      - cultivarea speciilor, hibriziilor și soiurilor rezistente sau tolerante - rezistența plantelor la atacul dăunătorilor este o însușire determinată de ereditatea plantelor, agresivitatea dăunătorilor, condițiile climatice, starea de vegetație a plantelor, tipul de sol etc.;
      - respectarea epocii de semănat, folosirea de sămânță și de material săditor sănătos
      - respectarea epocii de recoltat pentru a se evita scuturarea semințelor
      - Igiena culturilor
      - deștelenitul
      - irgarea și drenarea solului

  - metode curative: 
    - metode mecanice
    - metode fizice
    - metode chimice
    - metode biologice

## Entomologi celebri
- George Robert Gray
- Constantin N. Hurmuzachi

## Legături externe
- Entomologie Arhivat în 8 martie 2014, la Wayback Machine., Ionela Dobrin, horticultura-bucuresti.ro